# 維亞納 (聖埃斯皮里圖州)
20°23′24″S 40°21′45″W / 20.39000°S 40.36250°W

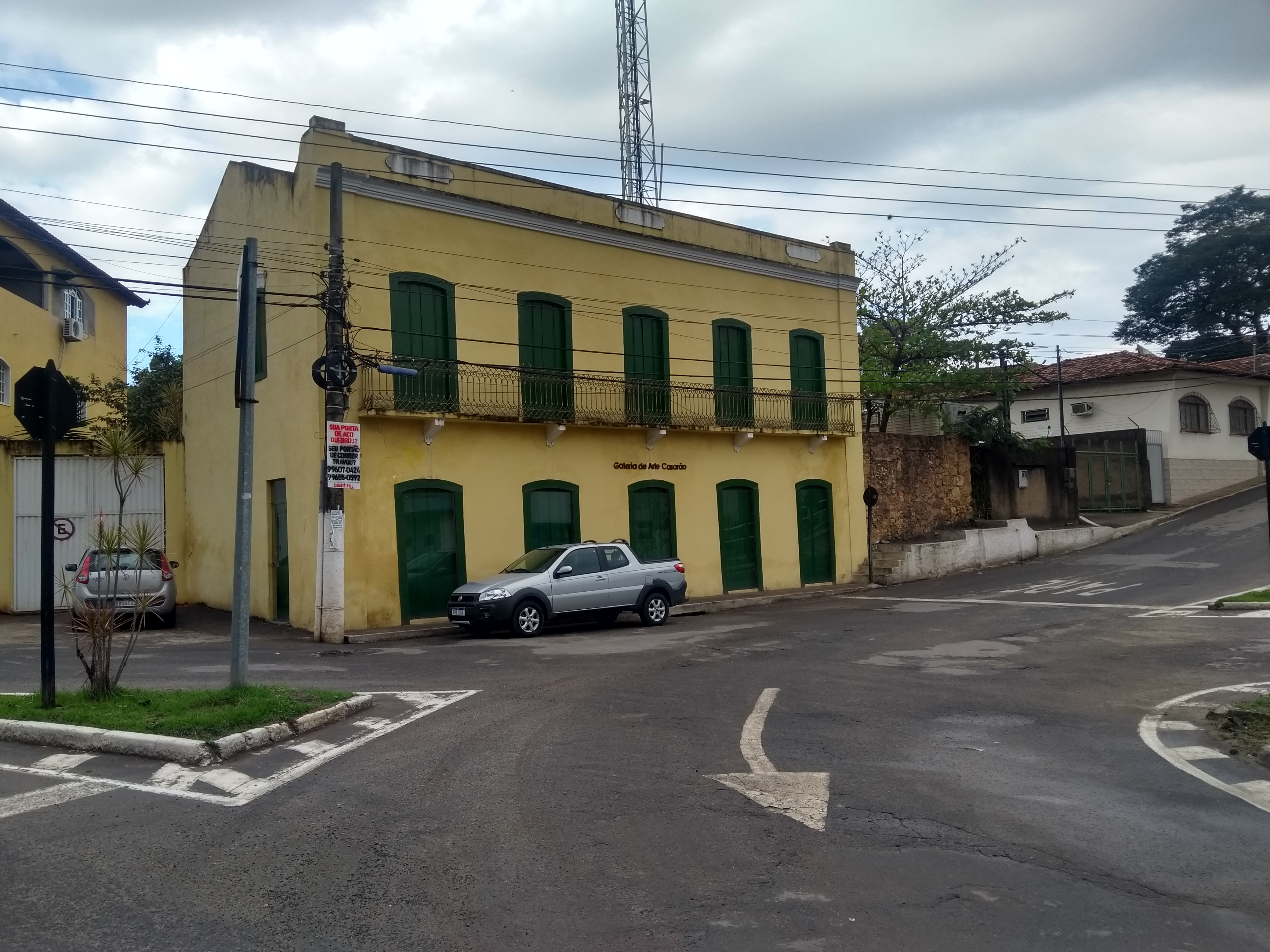
維亞納

維亞納（葡萄牙語：Viana），是巴西的城鎮，位於該國東南部，由聖埃斯皮里圖州負責管轄，始建於1862年7月23日，面積312平方公里，海拔高度34米，2010年人口64,999，人口密度每平方公里210人。